# South Heights
South Heights ist ein Borough im Beaver County, Pennsylvania. Die Ortschaft, die früher auch als Ethels Landing oder Shannopin bekannt war, liegt etwa 30 km von Pittsburgh entfernt. Das U.S. Census Bureau hat bei der Volkszählung 2020 eine Einwohnerzahl von 384 ermittelt.

## Geographie
South Heights liegt am Südufer des Ohio-Flusses. Die Gemeinde auf der Landseite ist fast vollständig vom Hopewell Township umgeben, nur im Südwesten grenzt sie an das Crescent Township. Auf der gegenüberliegenden Seite des Flusses liegt Ambridge.

## Geschichte
Im 19. Jahrhundert entstanden in South Heights die ersten Häuser. Nach dem örtlichen Postamt wurde die Siedlung Ethels Landing genannt. 1879, mit der Eröffnung der Pittsburgh and Lake Erie Railroad, erhielt der Ort einen Bahnhof. Die Bahngesellschaft nannte die Station Shannopin, der Name geht auf einen uramerikanischen Stamm zurück. In den 1880er-Jahren wurden in der Gegend Erdöl und Erdgas gefunden, die Siedlung wuchs dadurch weiter an. 1909 wurde eine eigene Gemeinde (Borough) gegründet. Dabei wurde der Name der Siedlung in South Heights geändert, um Verwechselungen auszuschließen.